# シグナス OA-8E
OA-8Eは、オービタルATKの無人宇宙補給機シグナスの9回目のフライトであり、NASAとオービタルATKの間商業補給サービス契約下の8回目の国際宇宙ステーションへのフライト。このミッションは2017年11月12日 12:19:51 UTCに打ち上げられた。オービタルATKとNASAは国際宇宙ステーション（ISS）への商業貨物補給サービスを提供する新しい宇宙輸送システムを共同開発した。商業軌道輸送サービス（COTS）計画のもと、当時のオービタル・サイエンシズが中型ロケットのアンタレス、先進的な機動宇宙船のシグナスを設計及び組立て、提携企業のタレス・アレーニア・スペースから与圧貨物モジュールの供給を受けた。

## 来歴

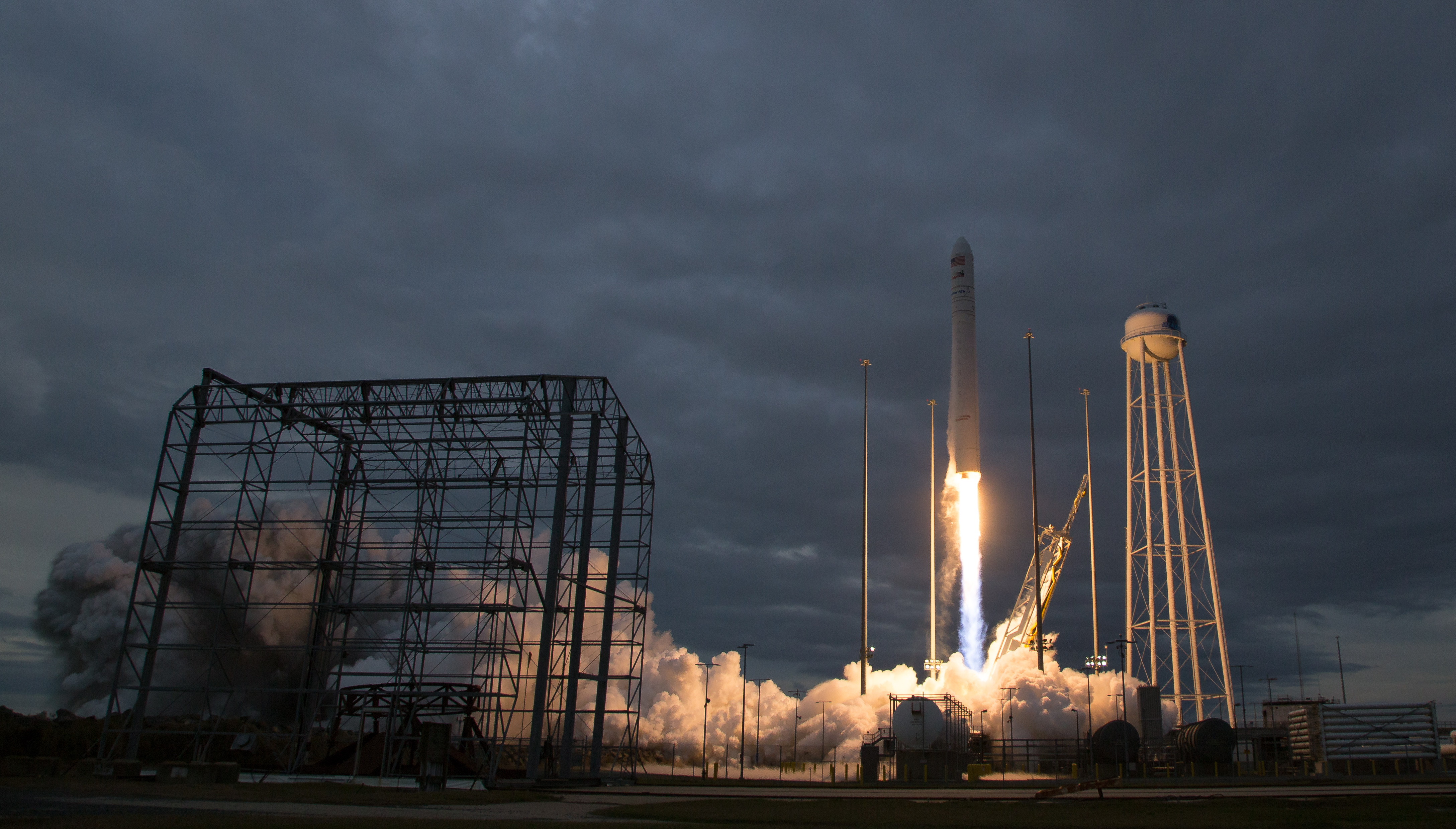
2017年11月12日のシグナス CRS OA-8Eの打ち上げ

2013年9月に商業軌道輸送サービスの実証飛行が成功し、オービタルATKは商業補給サービス計画に基づき2014年中に2回のISS補給ミッションを請け負うことになった。しかし、3回目の打ち上げとなるシグナス CRS Orb-3はアンタレス130ロケットが離床直後に爆発したため失敗に終わってしまった。同社はアンタレス100シリーズを廃止して新しい推進システムの導入を加速させた。アンタレスシステムは第1段エンジンに新規に製作されたRD-181エンジンを搭載して頼性の向上とペイロードの増加が図られた。
その間、同社は2015年12月のCRS OA-4と2016年3月のCRS OA-6を飛行させるためにユナイテッド・ローンチ・アライアンス（ULA）と2機のアトラスVロケットをフロリダ州のケープ・カナベラルから打ち上げる契約を結んだ。同社はシグナスのミッションとして2016年の第1四半期（CRS OA-5）、第2四半期（CRS OA-6）および第4四半期（CRS OA-7）を計画していた。
この内、2回のフライトは新しいアンタレス 230を使用し、1回は前述のアトラスVの2機目を使用することになった。
この3回のミッションによって、オービタルATKは当初のCRS契約のペイロード義務をカバーすることができた。OA-8Eとして知られるこの特別なミッションは、商業補給サービスフェーズ2（CRS-2)契約が発効するまでの間、NASAが必要とするISSへの補給を可能とする延長計画の一部である。OA-8 ではなく OA-8E と呼ばれるのは、アトラス V とより強力なアンタレス 230 の組み合わせに切り替えたことにより、オーブ-3の失敗を含めてもわずか7回の飛行で当初の契約をカバーできたためであり、Eは実際には最初に契約された貨物輸送の拡張であることを示している。
シグナス宇宙船の製造と組立てはバージニア州ダレスで行われた。シグナスのサービスモジュールと与圧貨物モジュールの結合は打ち上げ施設で行われ、ミッションの運用はバージニア州ダレスとテキサス州ヒューストンの管制センターから行われた。
2017年11月11日 12:37:24 UTCに変更になる前は、打ち上げは2017年11月10日 13:03 UTCに計画されていた。2017年11月11日の打ち上げは、打ち上げ1分前を切った時点で飛行禁止エリアに航空機が侵入したために24時間延期された。アンタレス・ロケットは8機目のシグナス貨物宇宙船を2017年11月12日日曜日の12:19:51 UTCに打ち上げた。

## 宇宙船
このミッションはオービタルATKのNASAとの商業補給サービス契約下での10回のフライトの8回目のフライトで、当初の契約の延長とみなされていた。また、拡大型のシグナスPCM（与圧貨物モジュール）の5回目のフライトだった。
オービタルATKの伝統に則り、シグナス宇宙船はNASAのアポロ宇宙飛行士の一人で、（2023年時点で）最後に月面を歩いた人間で、2回月に行った3人のうちの1人（軌道上と月面）である、アポロ17号の船長ユージン・サーナンにちなんで宇宙船ジーン・サーナンと名付けられた。

## 貨物の内訳
貨物総重量：3,338 kg (7,359 lb)
- パッキングされた与圧貨物：3,229 kg (7,119 lb)
  - 乗員補給品：1,240 kg (2,730 lb)
  - 科学研究機材：740 kg (1,630 lb)
  - 船外活動装備：132 kg (291 lb)
  - 宇宙船資材：851 kg (1,876 lb)
  - コンピューター資材：34 kg (75 lb)
- 非与圧貨物：109 kg (240 lb)